# Moniek Vermeulen

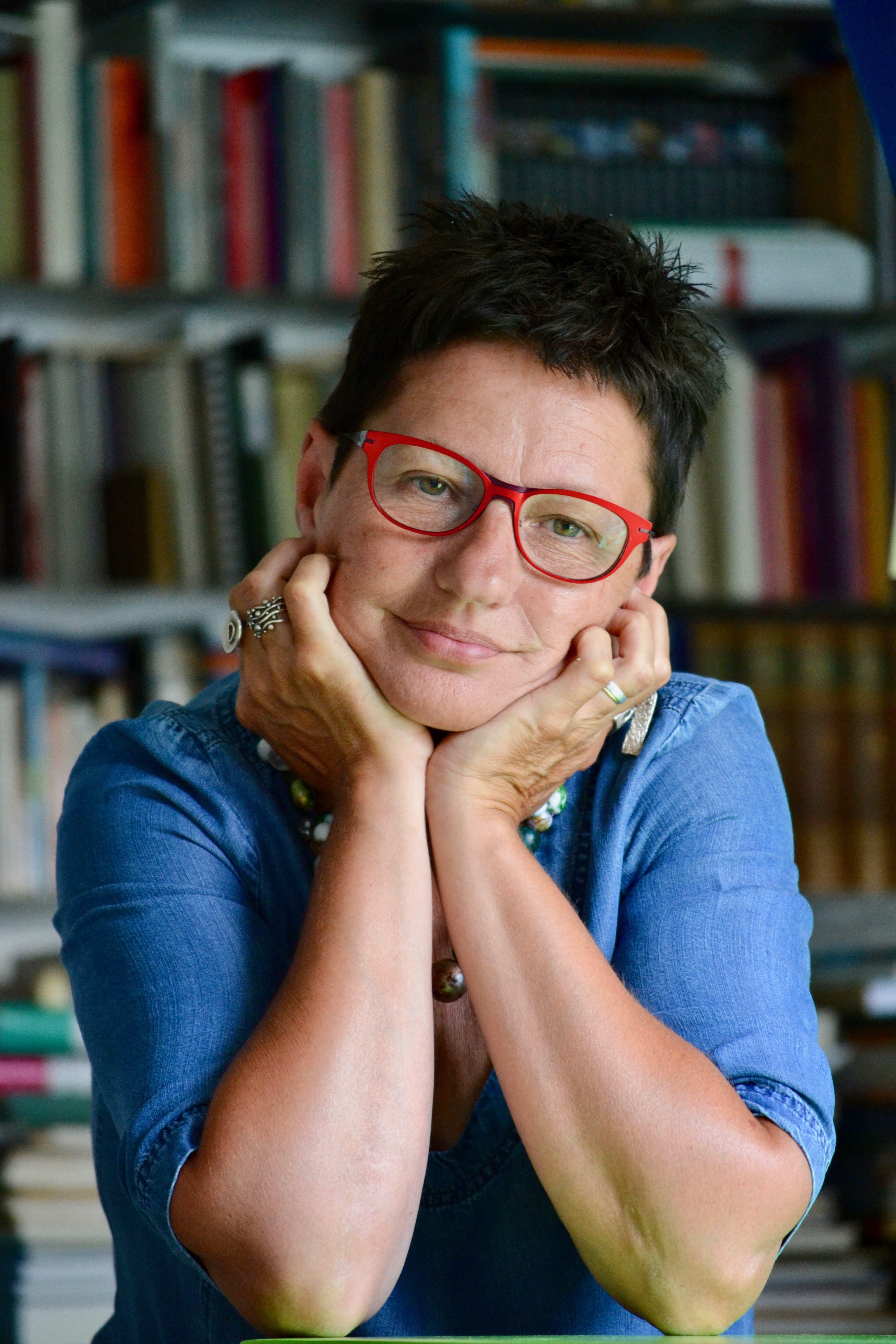
Moniek Vermeulen

Moniek Vermeulen (Sint-Niklaas, 10 juli 1959) is een Vlaamse schrijfster van kinderboeken. Ze is getrouwd met schrijver Frank Pollet met wie ze samen de hoofdredactie vormt van Kits, een actualiteitenmagazine voor kinderen van 10 à 12 jaar. Voordat ze schrijfster werd, stond ze ongeveer 25 jaar voor de klas van een lagere school. Haar boeken werden vertaald in het Chinees, Koreaans en Deens.

### Fictie
- Het lekkerbekkenalfabet (kookboekje voor kinderen)
- Sep kiest een ma
- spik, spek en dol
- spik en spek in bad
- spek is boos
- Iedereen Gefopt
- Het lam van Kas en Lot (samenleesboek)
- Zeg dan wat, Guus! (samenleesboek)
- Vriend
- Zon
- Muis is weg
- De verborgen passagier
- Waar is Siebe?
- Siebe wil een papa kopen.
- Siebe ♥ Mette
- Siebe wil niet weg!
- Siebe houdt niet van ruzie
- Bang voor de tandarts
- Spinnie schittert! (met Frank Pollet en Nicole Montagne)
- Meester Frank is een konijn
- Berta, voor niets of niemand bang (met Frank Pollet en Gitte Vancoillie)
- Meester Frank en de draak (genomineerd voor de Kinder- en Jeugdjury 2016)
- Ik mis je, mams! (met Frank Pollet)
- Thuis in de natuur (met Frank Pollet en met cartoons van onder anderen Eva Mouton en Lectr)
- De Foute Woordenboek (met Frank Pollet en met illustraties van Gitte Vancoillie)
- Meester Frank is wow!
- de Wachteling (met Frank Pollet en met prenten van Tim Polfliet)
- Relmuis! (met Frank Pollet en illustraties van Jurgen Walschot)
- kat is weg (met prenten van Sofie Nachtegael)
- Frida's coole klimaatboek (met Frank Pollet en met prenten van Jurgen Walschot)
- niet in bad! (kartonboekje met prenten van Gitte Vancoillie)
- Beestig koud! (strip met Frank Pollet en prenten van Michiel Van Thillo)
- Het verdwenen paneel (strip met Frank Pollet en prenten van Pieter de Poortere)
- De Familie Blet tikt door! (strip met Frank Pollet en prenten van Melvin)

### Non-fictie
- Later word ik (informatief, over beroepen)
- Later word ik, 2 (informatief, over beroepen)
- Wat ik het liefste doe (informatief, over hobby's)
- Helpen bij huiswerk